# Colorados vilda dotter

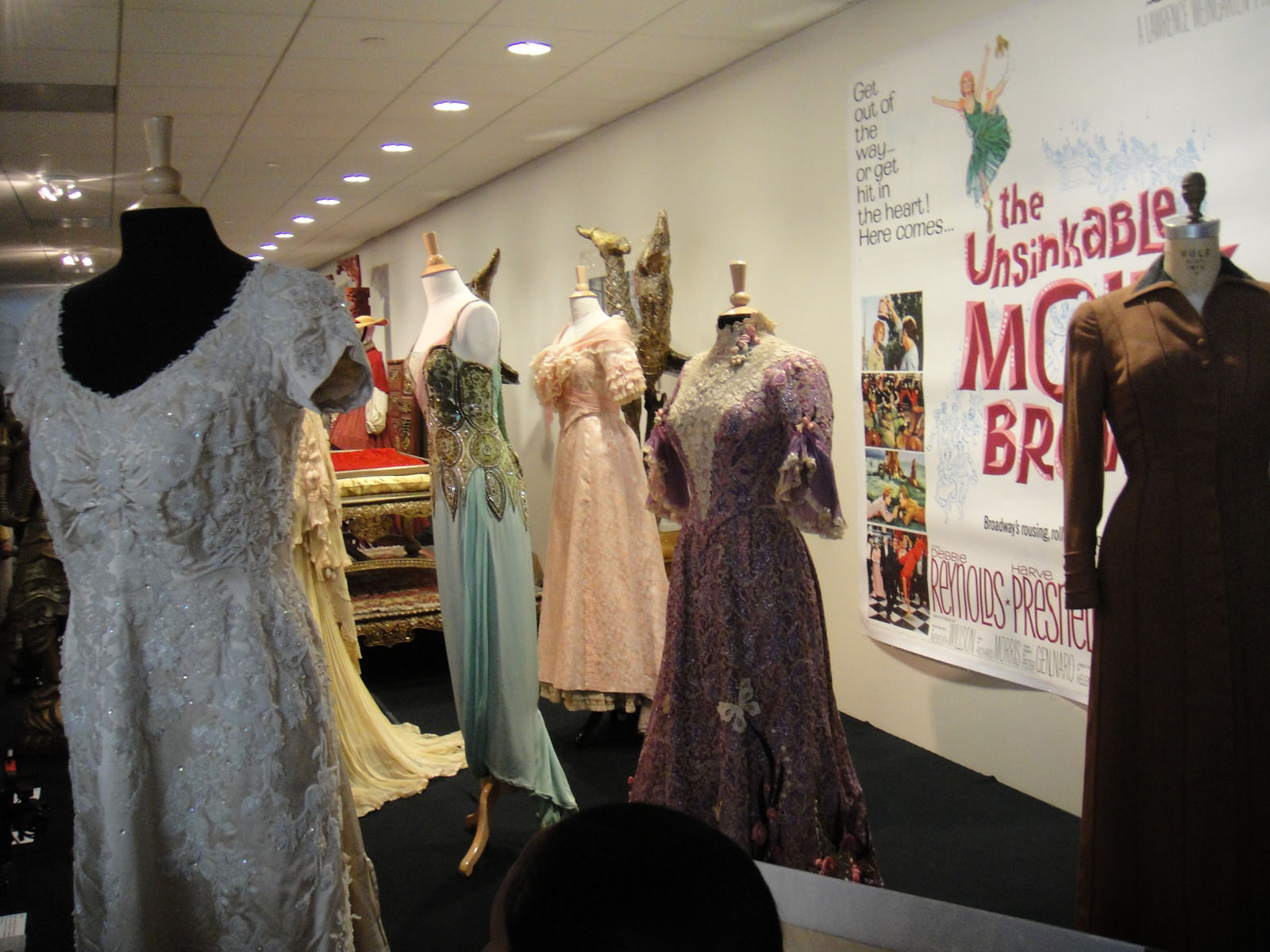
Klänningar från filmen.

Colorados vilda dotter (engelska: The Unsinkable Molly Brown) är en amerikansk musikalfilm i Metrocolor från 1964 i regi av Charles Walters. Filmen är baserad på Meredith Willson och Richard Morris pjäs The Unsinkable Molly Brown från 1960. I titelrollen ses Debbie Reynolds. Filmen är en fiktiv skildring av Margaret "Molly" Browns liv, som överlevde Titanickatastrofen 1912. Reynolds nominerades till en Oscar för bästa kvinnliga huvudroll för skildringen av Brown.

## Rollista i urval
- Debbie Reynolds – Molly Brown
- Harve Presnell – Johnny Brown
- Ed Begley – Shamus Tobin
- Jack Kruschen – Christmas Morgan
- Hermione Baddeley – Buttercup Grogan
- Vassili Lambrinos – prins Louis de Lanière
- Martita Hunt – storhertiginnan Elise Lupovinova
- Harvey Lembeck – Polak
- Maria Karnilova – Daphne
- Audrey Christie – Gladys McGraw

## Musikalnummer i filmen
- "Belly Up to the Bar, Boys", framförs av Shamus Tobin, Christmas Morgan, Molly Brown & ensemblen
- "I Ain't Down Yet", framförs av Molly Brown
- "Colorado, My Home", framförs av Johnny Brown
- "I'll Never Say No", framförs av Johnny Brown & Molly Brown
- "He's My Friend", framförs av Molly Brown, Johnny Brown, Mrs. Grogan, storhertiginnan Elise Lupovinova, Shamus Tobin, Christmas Morgan & ensemblen
- "Johnny's Soliloquy", framförs av Johnny Brown